# Венценосные журавли
Венценосные журавли (лат. Balearica) — род птиц семейства настоящих журавлей, состоящий из двух видов, обитающих на африканском континенте южнее Сахары. От других журавлиных отличаются отсутствием змеевидной трахеи, более пёстрым оперением и слабой переносимостью низких температур. Только у венценосных журавлей на ноге имеется длинный задний палец, который позволяет птице легко удерживаться на ветке дерева или кустарника. Голос венценосных журавлей менее сложный по сравнению с другими видами.
Наиболее ранние ископаемые остатки венценосных журавлей относят к эпохе эоцена 37—54 млн лет назад. Всего за прошедший период выявлено 11 видов этих журавлей, обитавших в Европе и Северной Америке, которые вероятнее всего вымерли в результате глобального похолодания.

## Классификация
В настоящее время венценосных журавлей подразделяют на два отдельных вида, каждый из которых в свою очередь имеет по два подвида:
- Венценосный журавль (B. pavonina) — обитает в Западной и Восточной Африке.
  - B. p. pavonina — Западная Африка (Мали, Буркина-Фасо, Нигер и др.)
  - B. p. ceciliae — Судан и Эфиопия.
- Восточный венценосный журавль (B. regulorum) — обитает в Восточной и Южной Африке.
  - B. r. regulorum — Замбия, Заир, Танзания, Кения, Уганда, Мозамбик, Бурунди, Малави, Руанда
  - B. r. gibbericeps — Южно-Африканская Республика, Зимбабве.